# Резолюция 1973 на Съвета за сигурност на ООН
Резолюция 1973 на Съвета за сигурност на ООН е приета на 17 март 2011 г. по повод продължаващото насилите над цивилни граждани в Либийската арабска джамахирия. Резолюцията настоява за незабавно прекратяване на огъня и установява забранена за полети зона от въздушното пространство на Либийската арабска джамахирия, като разрешава на всички държави членки на ООН, и на международните организации, които желаят да се включат в налагането на предвидените в резюлюцията мерки, да използват сила, за да защитят цивилното население в източната част на джамахирията от въоръжените нападения от страна верните на либийския режим сили, които извършват военни действия срещу цивилни граждани, обявили се срещу властта на Муамар Кадафи. Проектът за текст на резолюцията е изготвен и внесен за разглеждане в Съвета за сигурност от Франция, Ливан и Великобритания и е приета с мнозинство от 10 гласа.
Резолюцията е приета една седмица след като Арабската лига призовава ООН да въведе забранена за полети зона над Либия заради сведенията, че режимът на полковник Муамар Кадафи използва военни оръжия, кораби, танкове и артилерия, за да отвоюва градове, превзети от цивилни демонстранти по време на започналите повече от месец преди това демонстрации срещу либийския режим.
Съветът за сигурност, изразявайки дълбокото си загриженост от влошаващата се ситуация, ескалиращото насилие и големия брой цивилни жертви в Либия, установява забранена за полети зона над Либийската джамахирия и забранява всякакви полети над либийското въздушно пространство освен такива, извършвани с хуманитарна цел. На самолетите, които имат либийска регистрация или са собственост на либийски граждани или юридически лица, резолюцията забранява да преминават през въздушното пространство на други държави и територии, освен в случаите, когато полетът им е разрешен от специален комитет на Обединените нации.
Чрез резолюция 1973 Съветът за сигурност, действайки съгласно Глава VII от Хартата на ООН, която разрешава при необходимост използването на сила, оторизира държавите членки „да предприемат всички необходими мерки... за да защитят цивилните и населените с цивилни граждани райони в Либийската арабска джамахирия, в това число и Бенгази, които се намират под заплаха от въоръжени нападения.“, като същевременно изключва възможността за нахлуването на чужди сухопътни сили в Либия и окупация на либийски територии. Формулировките в резолюция 1973 фактически разрешават извършване на военни действия по море и небе срещу режима на Моамар Кадафи от страна на трети страни и международни организации, след като те уведомят по съответния ред генералния секретар на ООН.
Резолюция 1973 потвърждава и засилва въоръженото ембарго над Либийската страна, въведено чрез резолюция 1970, приета от Съвета за сигурност на 27 февруари същата година, като позволява на всички организации или държави членки да инспектират на своя територия, на територията на останалите държави членки или в международното въздушно или морско пространство всички кораби или самолети, извършващи рейсове от или към Либия, за които има основание да се подозира, че превозват оръжия и боеприпаси.
Резолюция 1973 не е приета с единодушие от Съвета за сигурност на ООН. При гласуването на резолюцията три непостоянни членове на Съвета – Бразилия, Германия, Индия, и две имащи право на вето постоянни членки – Русия и Китай, гласуват като въздържали се.